# Kıbrıslı Mehmed Emin Pascha

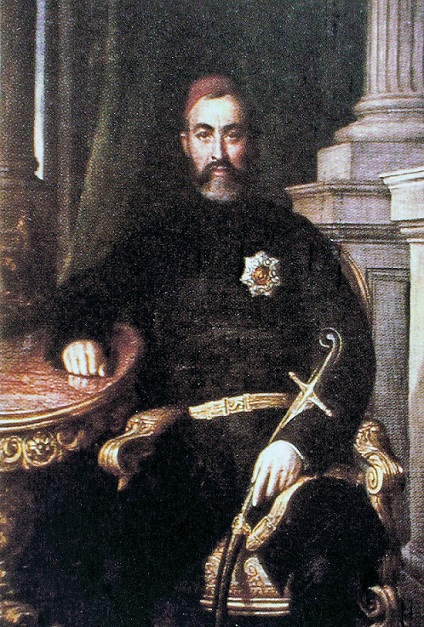
Portärt des Paschas

Kıbrıslı Mehmed Emin Pascha (dt. Mehmed Emin Pascha, der Zypriote; * 1813 auf Zypern; † 1871 in Konstantinopel) war ein osmanischer Beamter und Staatsmann. Er war drei Mal Großwesir des Osmanischen Reiches unter Sultan Abdülmecid I. Mehmed Emin Pascha befürwortete die Tanzimat-Reformen des Osmanischen Reiches und setzte sich für eine konstitutionelle Monarchie ein. Allerdings starb er, bevor 1876 die erste osmanische Verfassung in Kraft trat.

## Leben

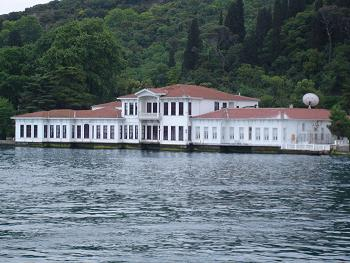
Sommerresidenz des Mehmed Emin Pascha am Bosporus, 1840 erworben und ausgebaut

Mehmed Emin Paschas Onkel war Kethüda von Mahmud II. und verwaltete dessen Privatvermögen. Der Onkel ließ den Neffen an einer Enderun ausbilden und sorgte für seine Aufnahme am Sultanshof. 1828/29 verließ er die Hohe Pforte und trat dem Hassa-Regiment bei, in dem er die Offizierslaufbahn einschlug. Anschließend studierte er auf Kosten des Sultans in Europa. Wie viele andere osmanische Staatsmänner der Tanzimat-Periode begann er seine Regierungskarriere im Dragoman-Büro (türkisch Tercüme Odası), übernahm Regierungsämter im Außenministerium und hatte mehrere diplomatische Ämter und Gouverneursposten.
In den Jahren 1844/45 diente er als serasker in Akkon und von 1845 bis 1847 als Gouverneur von Jerusalem. Er war an der Niederschlagung der Beduinen-Revolte in Palästina beteiligt und diente dann 1847 in Tırnova und 1847/48 in Belgrad. Während dieser Zeit kursierten viele Gerüchte über seine Misswirtschaft, die jedoch vom Sultan als Klatsch abgetan wurden. Im Jahr 1848 wurde er zum Wesir befördert.
In den Jahren 1850/51 war Mehmed Emin Gouverneur des Eyâlet Aleppo und wurde zum Müşir (Feldmarschall) der Provinz Syrien befördert. 1854 fungierte er außerdem als Kapudan Pascha.
Vom 29. Mai bis zum 23. November 1854 war Mehmed Emin Pascha erstmals Großwesir, dann zwischen dem 18. November 1859 und dem 24. Dezember 1859 und schließlich zwischen 28. Mai 1860 und dem 6. August 1861. So war er auch der letzte Großwesir unter Abdülmecid. Nach dem Tod Abdülmecids I. am 25. Juni 1861 folgte ihm sein Bruder Abdülaziz auf den Thron und entließ kurz danach den Großwesir.
Im September desselben Jahres wurde Mehmed Emin Pascha Gouverneur von Edirne und blieb bis zu seiner Entlassung im April 1864 im Amt. Danach wurde er 1865 Mitglied der Staatsräte (Mecalis-i Devlet-i Aliye) und war ab 1866 Vorsitzender des obersten Gerichtshofes (Meclis-i Vâlâ-yı Ahkâm-ı Adliye).
Mehmed Emin Pascha starb im Jahr 1871 in seiner Sommervilla (Yalı) am Bosporus im Istanbuler Stadtviertel Üsküdar.
Nach dem Tod des Paschas schrieb seine Frau Melek Hanım ihre Erinnerungen aus dem Harem und lieferte nicht nur eine Biografie des Paschas, sondern auch ein Sittenbild der gehobenen osmanischen Gesellschaft im 19. Jahrhundert.